# Marc-Auguste Pictet
Prof. Dr. Marc-Auguste Pictet (23 de julio de 1752–19 de abril de 1825) fue un físico, químico, meteorólogo, y astrónomo de Ginebra, Suiza. Fue discípulo de Horace-Bénédict de Saussure.
La principal contribución de Pictet fue la edición de la sección científica de la Bibliothèque Britannique (1796-1815), publicación dedicada a la difusión en el continente del conocimiento y las artes producidos en Gran Bretaña.

## Biografía
Hijo mayor de Charles Pictet de Cartigny, coronel al servicio de los Países Bajos, y hermano de Charles Pictet de Rochemont. ingresó en la clase de literatura de la Academia de Ginebra a la edad de 14 años. Pictet estudió filosofía natural y derecho en la Academia de Ginebra y se convirtió en abogado en 1774. Después de un año en Inglaterra (1775-76), se convirtió en asistente del astrónomo Jacques-André Mallet en el Observatorio de Ginebra y se interesó por la meteorología y la elaboración de mapas. En 1778 hizo su primer viaje por el Mont-Blanc con su maestro Horace-Bénédict de Saussure, a quien sucedería como profesor de filosofía natural en la Academia de Ginebra.
Se casó con Suzanne-Jeanne-Françoise Turrettini. Tuvieron tres hijas: Marianne (1777-1841), Caroline (1780-1841) y Albertine (1785-1834).
En aquella época colaboró con Horace-Bénédict de Saussure en un experimento que demostró la existencia de la radiación infrarroja, y en una prueba de seguimiento, denominada por Benjamin Thompson experimento de Pictet, demostró que el frío se puede reflejar al enfocar la radiación de un frasco de hielo sobre un termómetro utilizando dos espejos cóncavos. El resultado de sus experimentos sobre el calor se publicó en 1790 como "Essai sur le feu" ("Un Ensayo sobre el Fuego"). Estas investigaciones Alimentaron las discusiones sobre la naturaleza del fuego durante algún tiempo, en particular los trabajos de Pierre Prevost (teoría del equilibrio móvil del calor radiante, 1791), John Leslie y Benjamin Thompson (el conde Rumford). Sus investigaciones en la década de 1780 sobre el comportamiento térmico de las capas atmosféricas cercanas al suelo lo llevaron a concluir (falsamente) que la inversión nocturna del gradiente de temperatura se debía a la evaporación desde el suelo. En ese momento ya se había convertido en seguidor de las teorías químicas de Lavoisier.
La investigación científica de Pictet fue de largo alcance, pero inclinado hacia las ciencias naturales, tales como astronomía, cronometría, y especialmente climatología, y meteorología. En 1790, Pictet fue uno de los ocho cofundadores de la Sociedad de Física e Historia Natural de Ginebra. En 1796, él, y su hermano menor Charles, y su amigo Frédéric-Guillaume Maurice comenzaron escribiendo y publicando un periódico mensual titulado Bibliothèque Britannique. Cubrían una amplísima diversidad de temas científicos, así como de literatura, economía, y puntos de vista políticos.
Pictet fue un miembro de la Royal Society of London y de la Académie des Sciences. Sus experiencias y trabajos se extendieron hasta EE. UU., y con Thomas Jefferson, con quien mantenía correspondencia. Pictet fue director del Observatorio de Ginebra por aproximadamente 30 años, y, como tal, supervisó la instalación de una estación meteorológica en el cerro Gran San Bernardo en los Alpes.

## Algunas publicaciones

### Libros
- marc-auguste Pictet, rené Sigrist. 2004. Correspondance sciences et techniques: Les correspondants suisses, italiens, allemands et autres; avec suppléments aux trois premiers tomes, postface et index généraux / etabl. par René Sigrist. Volumen 4 de Correspondance, Marc-Auguste Pictet. Editor	Slatkine, 1.121 pp. ISBN 2-05-101951-7

- jean Cassaigneau, jean-michel Pictet. 1996. Les correspondants britanniques. Volumen 3 de Correspondance: sciences et techniques. Editores David M. Bickerton, René Sigrist. Editor Slatkine, 667 pp. ISBN 2-05-101835-9

- 1823. On the ice-caves of natural ice-houses found in some of the caverns of the Jura and the Alps. Editor For A. Constable & Co.

- 1820. Account of the celebrated slide of Alpnach, constructed on Mount Pilatus by M. Rupp ... Editor For A. Constable & Co.

- 1802. Voyage de trois mois, en Angleterre, en Écosse, et en Irlande pendant l'été de l'an IX. (1801 v. st.). Editor Impr. de la Bibliothèque britannique, 334 pp. artículos en línea

- 1797. charles Pictet de Rochemont, frédéric Guillaume Maurice. Bibliothèque Britannique ou Recueil extrait des ouvrages anglais périodiques et autres... Littérature et Sciences et Arts, Volumen 5. Editor de l'Imprimerie de la Bibliothèque Britannique artículos en línea

- 1791. marc-auguste Pictet. An essay on fire. Editor Printed for E. Jeffery, 304 pp.

## Honores
- Por sus estudios en astronomía, un cráter lunar lleva su epónimo:Pictet[12]

- La Sociedad de Física e Historia Natural de Ginebra, ofrece un premio anual a una estudiante investigador de postgrado llamado: Premio Marc-Auguste Pictet. Se concede a un alumno cuyo trabajo es reconocido como una autoridad en la historia de la ciencia. Los ganadores son elegidos por un panel de profesores y expertos en la materia de la Universidad de Ginebra. El importe del Premio es una medalla y un premio en efectivo proporcionados por el Fondo Marc-Auguste Pictet.